# Orthanthera butayei
Orthanthera butayei är en oleanderväxtart som först beskrevs av De Wild., och fick sitt nu gällande namn av Erich Werdermann. Orthanthera butayei ingår i släktet Orthanthera och familjen oleanderväxter. Inga underarter finns listade i Catalogue of Life.